# Plagodis ustulataria
Plagodis ustulataria är en fjärilsart som beskrevs av Hüfnagel 1767. Plagodis ustulataria ingår i släktet Plagodis och familjen mätare. Inga underarter finns listade i Catalogue of Life.